# Slavoška
Slavoška est un village de Slovaquie situé dans la région de Košice.

## Histoire
Première mention écrite du village en 1563.

## Démographie

### Évolution de la population
| Année:               | 1994. | 2004.   | 2014.   | 2024.   |
| -------------------- | ----- | ------- | ------- | ------- |
| Nombre de personnes: | 130   | 123     | 132     | 139     |
| Différence:          |       | -5,38 % | +7,31 % | +5,30 % |

| Année:               | 2023. | 2024.   |
| -------------------- | ----- | ------- |
| Nombre de personnes: | 135   | 139     |
| Différence:          |       | +2,96 % |